# Регуляторна політика України у сфері господарських відносин
Регулято́рна полі́тика — напрям державної політики, спрямований на вдосконалення правового регулювання господарських відносин, а також адміністративних відносин між регуляторними органами або іншими органами державної влади та суб'єктами господарювання, недопущення прийняття економічно недоцільних та неефективних регуляторних актів, зменшення втручання держави у діяльність суб'єктів господарювання та усунення перешкод для розвитку господарської діяльності, що здійснюється в межах, у порядку та у спосіб, що встановлені Конституцією та законами країни.
Згідно з Законом України «Про засади державної регуляторної політики у сфері господарської діяльності» принципами державної регуляторної політики є: доцільність, адекватність, ефективність, збалансованість, передбачуваність, прозорість і врахування громадської думки. 
Людвіг фон Мізес один з основоположників Австрійської школи економіки писав  
Корумпованість регуляторних органів не похитнула сліпої віри в непогрішність і досконалість держави, а лише наповнила моральною відразою до підприємців і капіталістів. 

## Принципи регуляторної політики

### Доцільність
— Обґрунтована необхідність державного регулювання господарських  відносин з метою  вирішення  існуючої проблеми;

### Адекватність
— Відповідність форм та рівня державного регулювання господарських відносин потребі у вирішенні існуючої проблеми та ринковим  вимогам з урахуванням усіх прийнятних альтернатив;

### Ефективність
— Забезпечення досягнення внаслідок дії регуляторного акта максимально можливих позитивних результатів за рахунок мінімально необхідних витрат ресурсів суб'єктів господарювання, громадян та держави;

### Збалансованість
— Забезпечення у регуляторній діяльності балансу інтересів суб'єктів господарювання, громадян та держави;

### Передбачуваність
— Послідовність регуляторної діяльності, відповідність її цілям державної політики, а також планам з підготовки проектів регуляторних актів, що дозволяє суб'єктам господарювання здійснювати планування їхньої діяльності;

### Прозорість та  врахування громадської думки
— Відкритість для фізичних та юридичних осіб, їх об'єднань дій регуляторних органів на всіх етапах їх регуляторної діяльності, обов'язковий розгляд регуляторними органами ініціатив, зауважень та пропозицій, наданих у встановленому законом порядку фізичними та юридичними особами, їх об'єднаннями, обов'язковість і своєчасність доведення прийнятих регуляторних актів до відома фізичних та юридичних осіб, їх об'єднань, інформування громадськості про здійснення регуляторної діяльності.

## Регуляторна політика здійснюється регуляторними органами на державному та місцевому рівнях
На місцевому рівні за рекомендаціями Дмитра Ляпіна, Вадима Штефана, та співавторів книги "Рада і депутат: робота в ім'я громади"  http://www.cld.org.ua/lib/59_16.pdf[недоступне посилання з липня 2019] для здійснення регуляторної діяльності кожен орган місцевого самоврядування  має забезпечити наявність персоналу відповідної кваліфікації. Так, зокрема на базі міськвиконкомів регуляторна діяльність здійснюється спеціально визначеною штатною одиницею або підрозділом. У міській рада створюється відповідальна  депутатська комісія. 
Міська рада делегує повноваження з розробки регуляторних актів у питаннях, що входять до її компетенції згідно з Законом України "Про місцеве самоврядування" підрозділам міськвиконкому. Закон визначає також необхідність покладення контролю за дотриманням вимог Закону на профільну депутатську комісію у міській раді.
Великий вклад у дослідження процесів формування та реалізації державної регуляторної політики в Україні вніс науковець Микола Олександрович Дурман. В його роботах розглядається регуляторна діяльність законодавчих органів, центральних органів виконавчої влади, їх територіальних підрозділів, органів місцевого самоврядування. Дається аналіз механізмів та інструментів формування державної регуляторної політики, її взаємозв'язок з процесами стратегування та планування.

## Регуляторна політика та інвестиції
Представники недержавних організацій, які працюють із малим та середнім бізнесом, стверджують, що регуляторна діяльність органів місцевого самоврядування й досі залишається непідконтрольною територіальним громадам.
Небажання та невміння органів місцевої влади використовувати потенціал регуляторних процедур, передбачених Законом України №1160 «Про засади державної регуляторної політики у сфері господарської діяльності» стримують розвиток підприємництва. 
Формальний підхід до виконання норм цього закону, особливо у частині публічності та відкритості, є фактором, що стримує інвестиції та суттєво звужує можливості суб’єктів господарської діяльності залучатися до процесів місцевого самоврядування. Як наслідок, страждає якість підготовки нормативно-правових документів, більшість з яких створюється із серйозними відхиленнями від принципів державної регуляторної політики (ст. 4 і 5 ЗУ № 1160). В такому випадку, підприємці не мають змоги реально брати участь у підготовці й прийнятті рішень місцевої влади.
Регуляторна політика є дієвим механізмом запобігання корупції через встановлення відповідного індикатора до аналізу регуляторного впливу.